# 拉克沙姆乌帕齐拉
拉克沙姆乌帕齐拉（孟加拉語：、英語：或）是孟加拉国的一个乌帕齐拉，位于吉大港专区的库米拉县，建于1983年，总面积135.61平方千米。
达卡蒂亚河流经该地。该河流全长207千米，发源于印度的特里普拉邦，流经库米拉市，最终注入梅克纳河。